# Mahonri Young
Mahonri Young (ur. 9 sierpnia 1877 w Salt Lake City, Stany Zjednoczone, zm. 2 listopada 1957 w Norwalk, Stany Zjednoczone) – amerykański rzeźbiarz, zajmujący się też malarstwem, rysunkiem i grafiką. Wnuk Brighama Younga, drugiego Prezydenta Kościoła Jezusa Chrystusa Świętych w Dniach Ostatnich. Od 1923 roku członek National Academy of Design, a od 1947 roku członek Academy of Arts and Letters.
Najbardziej znany z rzeźb Pomnik Mew (1913) i To Jest To Miejsce (1939–1947). Złoty medalista olimpijski w Konkursie Sztuki i Literatury 1932 w kategorii: rzeźba (Knockdown). Główne repozytorium jego prac znajduje się w zbiorach Uniwersytetu Brighama Younga w Provo.

## Życiorys

### Dzieciństwo
Mahonri Mackintosh Young urodził się 9 sierpnia 1877 roku w Salt Lake City jako pierwszy z trzech synów Mahonri Moriancumera Younga i Agnes Mackintosh. Kiedy był jeszcze dzieckiem, został wzięty do swego dziadka, Brighama Younga, aby otrzymać jego błogosławieństwo. Pierwszym domem Mahonri Younga był Deseret Woolen Mills, położony na obrzeżach Salt Lake City w pobliżu wylotu Parley's Canyon. Dom otaczały warsztat stolarski, stodoła i budynki służące do czyszczenia i przetwarzania wełny. W tym środowisku ukształtowała się wrażliwość artystyczna Mahonri Younga, a wiele tematów obecnych w jego sztuce wydaje się mieć swoje początki w tym okresie. Według samego Mahonri Younga pierwszym, który obudził jego zainteresowanie sztuką, był jego ojciec. Kiedy mając 5 lat zachorował na wyrostek robaczkowy, ojciec zabawiał go rzeźbiąc z drewna różne przedmioty; wkrótce chłopiec sam zaczął modelować w glinie ptaki i zwierzęta. Kiedy miał sześć lat, zmarł jego ojciec. Rodzina przeniosła się do małego domku w Salt Lake City, gdzie Mahonri poszedł do szkoły. Okazało się niebawem, że nauka nie szła mu najlepiej. Po ukończeniu ósmej klasy porzucił szkołę. Lubił jednak czytać i studiować sztukę, często pożyczał w tym celu książki i czasopisma z biblioteki ciotki i wuja. Zaprzyjaźnił się z chłopcami z sąsiedztwa, których często szkicował podczas zabawy na brzegach kanału. Sam lubił piłkę nożną, baseball, obozowanie, wędkarstwo i łowiectwo. Lubił też strugać broń z drewna. Kiedy miał 11 lat, matka kupiła mu zestaw snycerski, przy pomocy którego wykonał swoje pierwsze znaczące rzeźby z drewna, w tym relief Juliusza Cezara.

### Młodość
Formalne wykształcenie artystyczne Mahonri Young rozpoczął pod kierunkiem Jamesa T. Harwooda, jednego z pierwszych artystów ze stanu Utah, którzy studiowali w Paryżu. Za jego radą postanowił udać się do Nowego Jorku i Paryża, aby tam kontynuować edukację artystyczną. Pieniądze na podróż zdobył pracując jako portrecista dla Salt Lake Herald i Salt Lake Tribune. Jesienią 1899 roku wyjechał do Nowego Jorku na roczne studium w Art Students League of New York, gdzie należał do najlepszych studentów.
Po ośmiu miesiącach powrócił do Salt Lake City i podjął pracę jako fotograwer w Salt Lake Herald. Wykonał też kilka rysunków dla Deseret News. Zaoszczędziwszy pewną sumę pieniędzy wyjechał w następnym roku do Paryża, gdzie studiował przez cztery lata. Po drodze odwiedził Anglię, gdzie rysował sceny z życia codziennego oraz zwiedzał British Museum, National Gallery, Tate i Walker Art Gallery poszerzając swą wiedzę o sztuce. W 1901 roku Paryżu studiował w Académie Julian, Académie Delécluse i Académie Colarossi.
Podczas pobytu w Paryżu zaczął wykonywać niewielkie rzeźby robotników, które przyniosły mu uznanie krytyków; kiedy później, już w Nowym Jorku, wykonywał podobne rzeźby, zdobył uznanie również w rodzinnym kraju, a robotnicy wykonujący swoją pracę stali się w tamtym czasie jego ulubionym motywem. W tym czasie w sztuce Mahonri Younga widoczny stał się jego wcześniejszy podziw dla realizmu, a zwłaszcza dla jego francuskiego przedstawiciela, Jean-François Milleta. Wystawa jego prac w American Art Association zimą 1903–1904 roku zwróciła na niego po raz pierwszy uwagę krytyków.

### Działalność artystyczna
Po powrocie z Paryża w 1905 roku Mahonri Young rozpoczął karierę artystyczną. 19 lutego 1907 roku ożenił się z Cecilią Sharp (w 1908 roku przyszła na świat ich córka, Agnes Mackintosh, a w 1911 roku syn, Mahonri Sharp). W 1907 roku otrzymał pierwsze zlecenie, z Frost Creamery, opiewające na 25 dolarów. Realizując je wyrzeźbił z masła Mleczarkę, wysoką na 0,9 m postać kobiety, przewidzianą na wystawę Utah State Fair. Po tym zleceniu przyszły kolejne, poważniejsze. Artysta wykonał popiersie portretowe B.H. Robertsa oraz posągi Josepha i Hyruma Smithów (dla ich wykonania uzyskał zgodę na wykorzystanie masek pośmiertnych Smithów, przechowywanych w Świątyni Salt Lake) i dekoracyjny fryz dla Deseret Gymnasium. W tym czasie podjął także wstępne plany Pomnika Mew, który zamierzał mu zlecić Kościół Jezusa Chrystusa Świętych w Dniach Ostatnich. Pomnik ten miał upamiętniać legendarne wydarzenie z dziejów mormonów z 1848 roku, podczas którego mewy jakoby zjadły szkodliwe koniki polne, ratując w ten sposób mormońskich pionierów od głodu. Ponieważ władze kościelne nie były jeszcze zdecydowane co to planowanego pomnika, Mahonri Young w 1910 roku przeniósł się z rodziną do Nowego Jorku, co okazało się korzystnym posunięciem. W 1911 roku otrzymał pierwszą znaczącą nagrodę w dziedzinie sztuki, Helen Foster Barnet Prize przyznaną mu przez National Academy of Design za rzeźbę Bovet Arthur – robotnik. W 1911 roku otrzymał również dwa duże zamówienia, jedno ze swego kościoła na wykonanie Pomnika Mew, a drugie z Amerykańskiego Muzeum Historii Naturalnej na wykonanie dioram plemion Hopi, Nawahów i Apaczów. W 1912 roku w Nowym Jorku Mahonri Young miał swoją pierwszą indywidualną wystawę. Jednym ze zwiedzających był Julian Alden Weir, amerykański malarz impresjonistyczny; fakt pojawienia się tak znaczącego artysty na wystawie był dowodem rosnącej sławy Younga, miał też znaczenie osobiste – po kilku latach Young poznał córkę Weira, Dorothy, z którą następnie ożenił się.

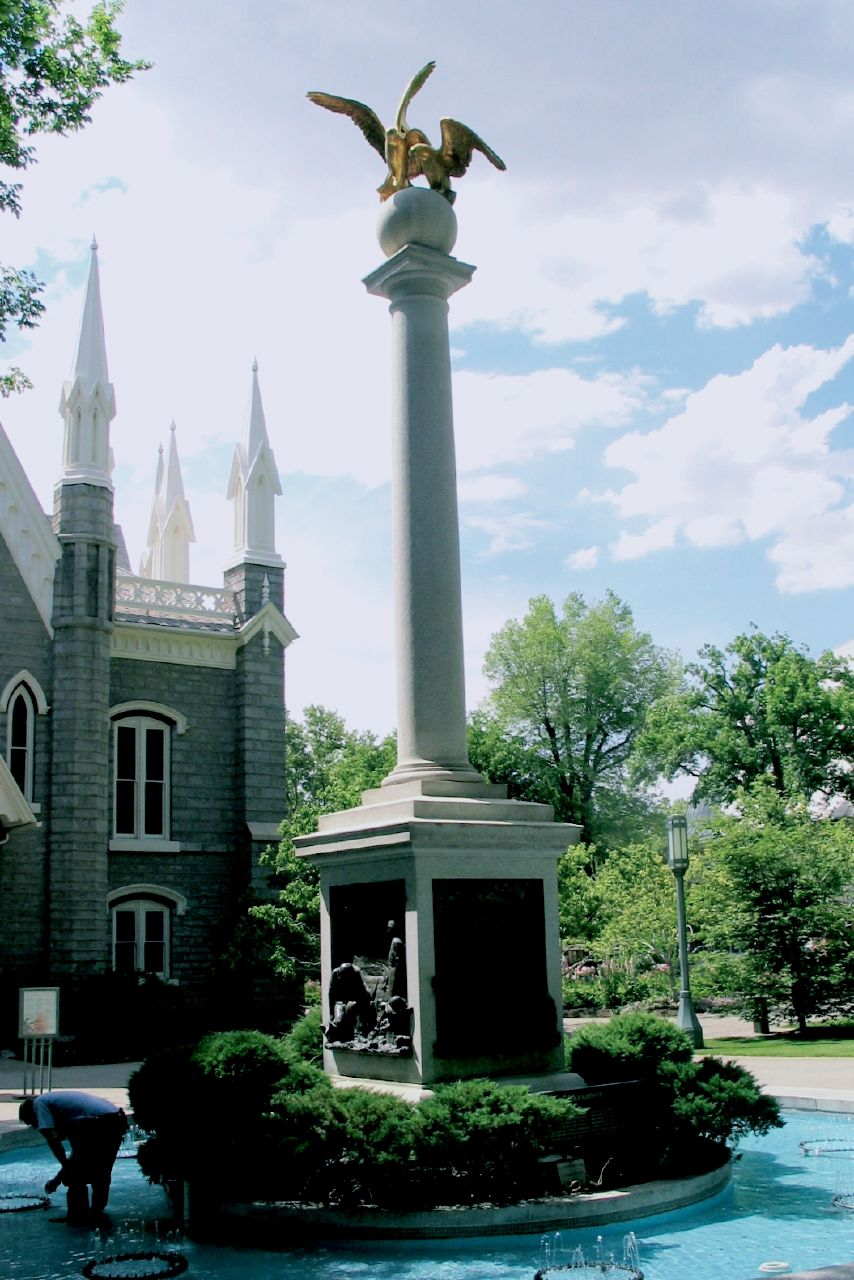
Pomnik Mew

W 1913 roku Mahonri Young ukończył Pomnik Mew uznając go za jeden z najlepszych projektów w swojej karierze. Dzieło wykonał w Nowym Jorku, a jego gipsowe odlewy zaprezentował na słynnej wystawie Armory Show, zorganizowanej w tym samym roku. Razem z przywódcami Kościoła Jezusa Chrystusa Świętych w Dniach Ostatnich wybrał takie miejsce na Placu Świątynnym, w którym pomnik byłby najlepiej wyeksponowany. Po ukończeniu pomnika Mahonri Young odbył kilka podróży do południowo-zachodniej części Stanów Zjednoczonych, gdzie studiował i szkicował ludność plemion Hopi, Nawahów i Apaczów, wykorzystując później szkice jako podstawę do swoich prac zamówionych przez Amerykańskie Muzeum Historii Naturalnej; wyjazdy te stały się również inspiracją dla wielu obrazów i grafik przedstawiających Indian z południowego zachodu.
W 1917 roku zmarła na raka jego żona. Aby złagodzić traumę, artysta rzucił się w wir pracy.
Wyjechał na pewien czas do Paryża, po czym wrócił do Nowego Jorku. W 1918 roku w nowojorskiej Sculptors Gallery odbyła się jego indywidualna wystawa, podczas której zaprezentowano rzeźby, grafiki i rysunki artysty. W 1921 roku na obiedzie wydanym przez kolekcjonera sztuki Duncana Phillipsa po raz pierwszy spotkał Dorothy Weir. Julian Alden Weir zmarł w 1919 roku, a córka zajęła się promowaniem spuścizny po ojcu. Mahonri Young i Dorothy Weir kontynuowali znajomość, która z czasem przerodziła się w przyjaźń.
W 1923 roku artysta wyjechał do Paryża, by wyrzeźbić pomnik zmarłych dla klasztoru Prokatedry Amerykańskiej. Dwa lata później, w towarzystwie swoich dzieci, powrócił do Paryża, gdzie mieszkał przez dwa i pół roku, utrzymując się z pracy artystycznej. W tym czasie wykonał większość rzeźb bokserów, a pod koniec dekady wyjechał do Hollywood, gdzie na zamówienie dużego studia filmowego wykonał naturalnej wielkości rzeźbę przedstawiającą słynnego boksera, Joe Gansa. Odlany z brązu posąg został umieszczony przy wejściu do starej hali Madison Square Garden w Nowym Jorku. 17 lutego 1931 roku ożenił się z Dorothy Weir. Miesiąc miodowy para spędziła w Europie podróżując i szkicując. Ich małżeństwo okazało się udane. Jedną z ostatnich rzeźb Mahonri Younga przedstawiających bokserów był Knockdown. W 1932 roku, wysłał zarówno rzeźbę Joe Gansa jak i Knockdown do komitetu organizacyjnego Igrzysk Olimpijskich w Los Angeles, gdzie Knockdown zdobył złoty medal w kategorii rzeźby. W rezultacie nazwisko artysty pojawiło się na stronie sportowej kilku głównych amerykańskich gazet.

### PomnikTo Jest To Miejsce

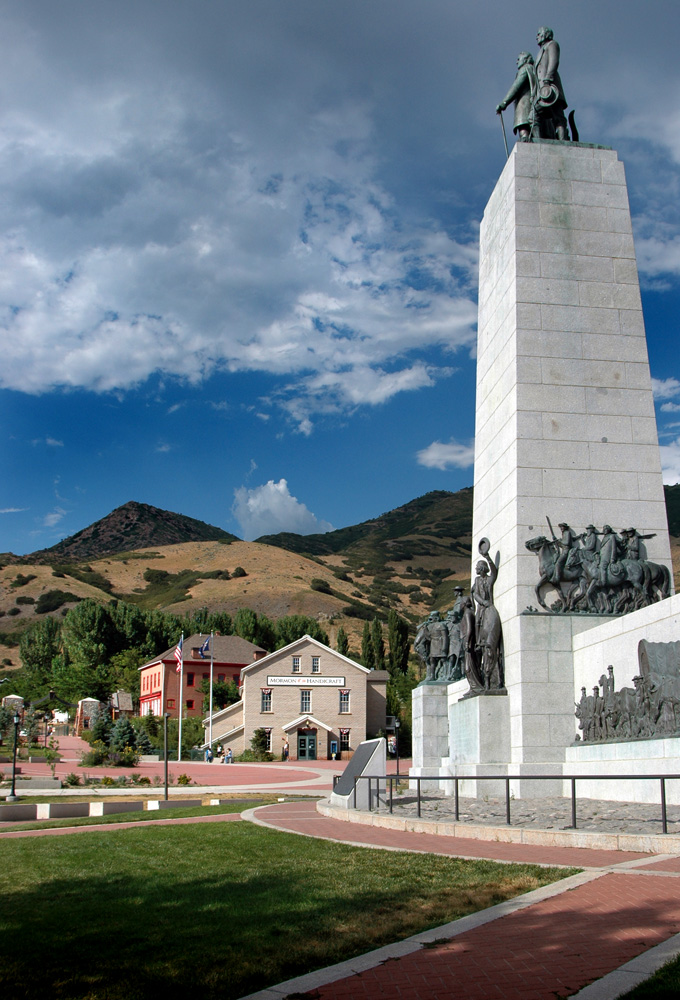
Pomnik To Jest To Miejsce

W 1932 roku Mahonri Young zlecił swemu zięciowi, Oliverowi Layowi zbudowanie nowej pracowni rzeźbiarskiej na terenie gospodarstwa Branchville. To tutaj miał stworzyć swoje największe dzieło. W 1939 roku otrzymał długo oczekiwane zlecenie złożone przez Kościół Jezusa Chrystusa Świętych w Dniach Ostatnich oraz władze stanu Utah mające upamiętnić wczesna historię tego stanu – wkroczenie pionierów do Emigration Canyon w pobliżu Salt Lake City. Nazwa zamówionego pomnika, To Jest To Miejsce, nawiązywała do słów, które Brigham Young z tej okazji wówczas wypowiedział.
Prace na pomnikiem ruszyły w 1939 roku, ale posuwały się powoli z powodu II wojny światowej. Przedsięwzięcie było ogromne, wziąwszy pod uwagę fakt, iż artysta miał 62 lata. W skład pomnika, mającego wymiary 20 × 26,5 m weszły 144 elementy, z których 74 to postacie ludzi. Trzy centralne postacie: Brigham Young, Heber C. Kimball i Wilford Woodruff mają po około 6 m wysokości. Przed rozpoczęciem prac nad pomnikiem Mahonri Young kilka lat poświęcił na prace studialne i projekty, ponieważ chciał mieć pewność, że każda przedstawiona ostać będzie historycznie prawdziwa. W tym czasie okazało się, że jego żona cierpi na raka, co stało się dla niego dużym obciążeniem. Jej śmierć 23 czerwca 1947 przytłumiła entuzjazm, jaki artysta odczuwał podczas pracy nad dziełem, które uważał za najważniejsze w swojej karierze. Pomnik To Jest To Miejsce został odsłonięty 24 lipca 1947 roku, dokładnie w sto lat po wkroczeniu pionierów do Salt Lake Valley. Poproszony o zabranie głosu z tej okazji Mahonri Young stwierdził, iż dzień ten jest najwspanialszym w jego życiu.

### Ostatnie lata

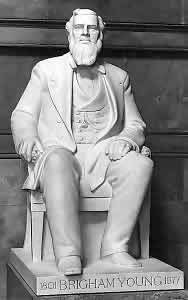
Pomnik Brighama Younga na Kapitolu

Podeszły wiek zaczął dawać znać o sobie, choć Mahonri Young nadal dużo pracował. Ostatnim znaczącym zamówieniem, jakie otrzymał, stał się pomnik jego dziadka, Brighama Younga, zaplanowany do ekspozycji w National Statuary Hall na Kapitolu w Waszyngtonie. Decyzję co do sposobu ukazania Brighama Younga pozostawiono Mahonri Youngowi i pozostałym córkom Brighama Younga. Podczas gdy córki chcialy ukazania ojca jako głowy rodziny, Mahonri Young preferował przedstawienie dziadka jako wielkiego przywódcy i kolonizatora; w swym dziele ostatecznie dokonał połączenia tych dwóch opcji. Pomnik postanowił ukończyć we Włoszech, gdzie materiały i narzędzia były tańsze. Trudności sprawiło mu jednak znalezienie marmuru, ponieważ wiele kamieniołomów tego surowca i sprzętu do jego wydobywania zostało w Europie uszkodzonych w wyniku działań wojennych. Ostatecznie artysta znalazł odpowiednią sztukę marmuru. Gotowy posąg miał około 2,3 m wysokości i stanął na piedestale wysokim na 0,86 m. Pomnik ten, będący ostatnim znaczącym osiągnięciem w karierze Mahonri Younga, został odsłonięty 1 czerwca 1950 roku, w dzień urodzin Brighama Younga. Po ukończeniu pomnika Mahonri Young pracował mniej intensywnie. Od 1951 roku zaczął mieć kłopoty ze zdrowiem. Zmarł w Norwalk, w stanie Connecticut w wieku 80 lat. Przez całe swoje życie aż do momentu chwili śmierci był niezmiennie związany ze swoim mormońskim dziedzictwem.

## Członkostwo
W 1923 roku Mahonri Young został członkiem National Academy of Design, a w 1947 roku członkiem Academy of Arts and Letters.

## Twórczość i dziedzictwo
Chociaż Mahonri Young był wybitnym malarzem, grafikiem, pedagogiem, wykładowcą i pisarzem, najbardziej znany jest ze swych rzeźb, odzwierciedlających jego głęboką dumę z pionierskiego i mormońskiego dziedzictwa. Najbardziej znane dzieła artysty to Pomnik Mew, posągi Josepha i Hyruma Smithów na Placu Świątynnym i pomnik To Jest To Miejsce w Salt Lake City. Ale sława Mahonri Younga jako rzeźbiarza wykroczyła daleko poza granice stanu Utah. Był on główną postacią, jeśli chodzi o rozwój rzeźbiarskiego realizmu w XX-wiecznej sztuce amerykańskiej. Rozgłos przyniosły mu niewielkie brązowe figurki przedstawiające robotników i pięściarzy.
Mahonri Young był też płodnym rysownikiem; nawet kieszenie swego garnituru specjalnie dopasował do szkicownika i piór. Zawsze nosił ze sobą szkicownik aby móc uchwycić każdą inspirującą scenę. Wykonane piórem i atramentem rysunki są cennym źródłem informacji na temat krajobrazu i życia w gospodarstwie. Szkice te często stawały się podstawą obrazów olejnych i akwarel.
Mahonri Young w całej jego długiej, udanej kariery otrzymał wiele wyróżnień i nagród zawodowych. Gdy był u szczytu kariery, magazyn Life opublikował artykuł na jego temat, zatytułowany „Mahonri Young’s Sculpture Preserves His Mormon Past” („Rzeźbiarstwo Mahonri Younga zachowuje jego mormońską przeszłość”. Główne repozytorium jego prac znajduje się w zbiorach Uniwersytetu Brighama Younga w Provo. Inne jego prace wchodzą w skład kolekcji wielu czołowych amerykańskich muzeów.

## Nagrody
- 1911 – Helen Foster Barnet Prize, przyznana przez National Academy of Design za Bovet Arthur – Robotnik[2];
- 1915 – Srebrny Medal w kategorii rzeźby przyznany przez Panama-Pacific International Exposition[2];
- 1932 – Maynard Portrait Prize at the Academy, przyznana przez National Academy of Design za popiersie artysty Emila Carlsena[3];
- 1932 – Złoty Medal w kategorii: rzeźba w Konkursie Sztuki i Literatury 1932 za Knockdown[2].